# Toshiya Omi
Toshiya Omi (japanisch 尾身 俊哉 Omi Toshiya; * 12. Oktober 1995 in der Präfektur Saitama) ist ein japanischer Fußballspieler.

## Karriere
Omi erlernte das Fußballspielen in der Jugendmannschaft der Yokohama F. Marinos und der Universitätsmannschaft der Senshū-Universität. Seinen ersten Vertrag unterschrieb er 2018 beim YSCC Yokohama. Der Verein aus Yokohama spielte in der dritthöchsten Liga des Landes, der J3 League.